# Motorfahrrad

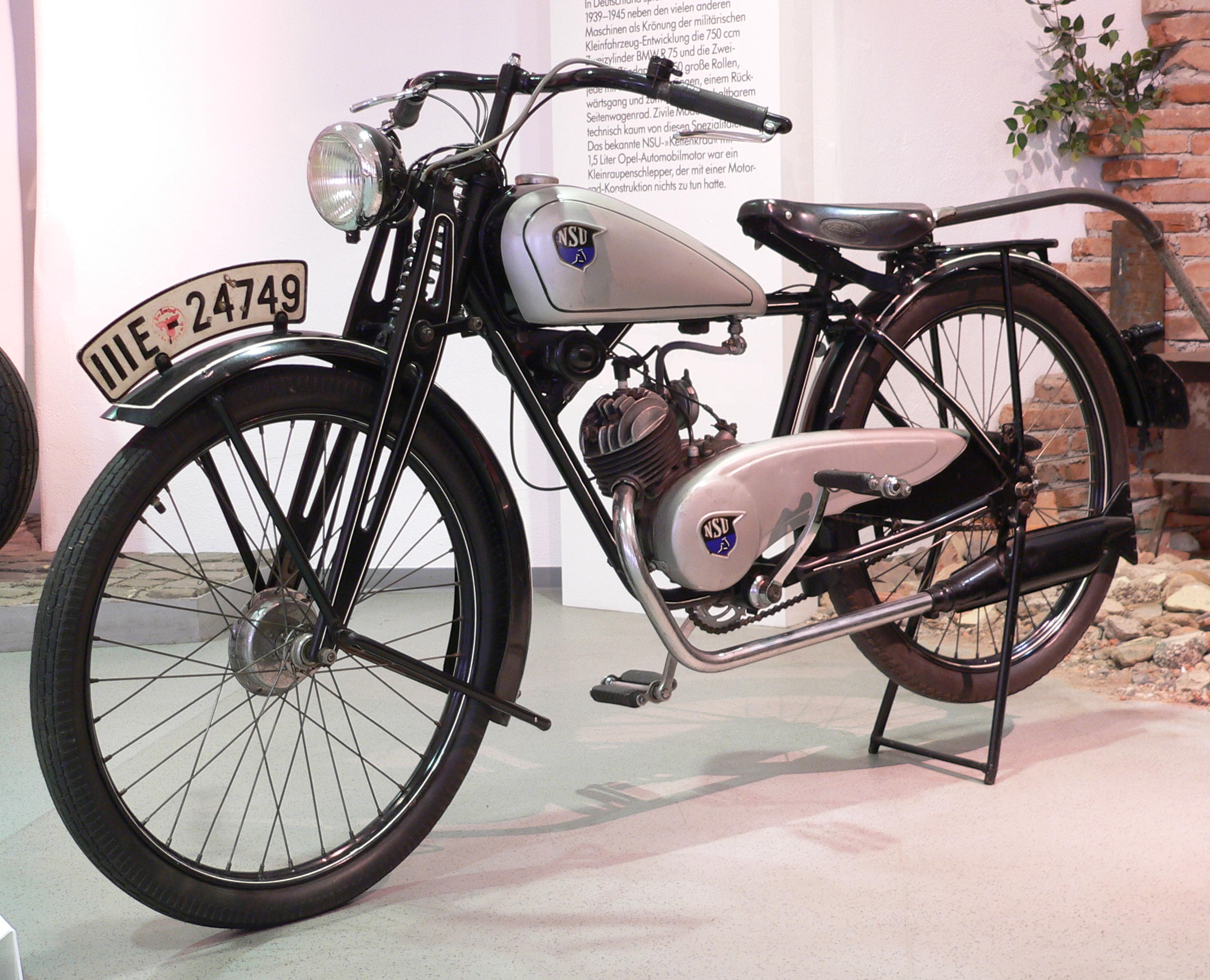
Motorfahrrad NSU Quick (1936)

Als Motorfahrrad wurden ursprünglich die ersten Motorräder bezeichnet. Emil Capitaine erhielt 1896 ein Patent auf ein Motor-Fahrrad. Als erstes Motorfahrrad gilt die Werner von 1897. In den 1930er Jahren wurde der Begriff für kleine Motorräder etabliert. 1968 wurden durch Art. 44 des Wiener Übereinkommens über den Straßenverkehr Motorfahrräder und Motorräder (Deutschland: Kraftrad) gleichgestellt. Heute ist das Motorfahrrad in Österreich (Moped) und in der Schweiz (Mofa) ein rechtlicher Begriff.

## Deutschland

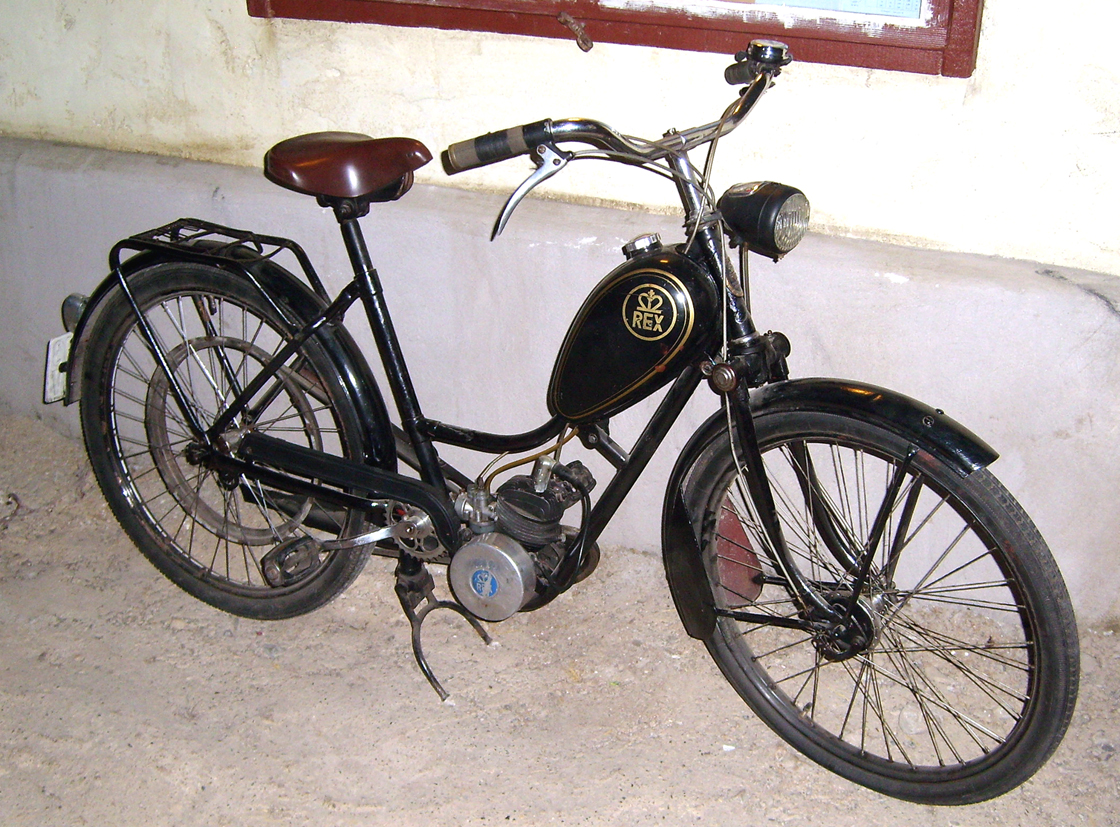
Rex Motorfahrrad

Die Entwicklung der Krafträder hatte ihren Ursprung in fahrradähnlichen Fahrzeugen mit Tretkurbeln, die rückblickend als Motorfahrrad oder Moped einzuordnen sind, seinerzeit jedoch als Motorrad bezeichnet wurden. In Deutschland wurden kleine Motorräder, die aus der Not der Weltwirtschaftskrise entwickelt wurden, als Motorfahrrad bezeichnet. 1930 entwickelten ILO sowie Fichtel und Sachs Ein- und Anbaumotoren zunächst mit 60, dann 74 und 98 cm³ Hubraum, die 2,25 PS leisteten. Die Nasenkolben-Zweitakter erreichten bis Mitte der 1930er Jahre 30 Prozent, in den Jahren 1948 und 1949 45 Prozent der gesamten Kraftradfertigung in Deutschland. Während die klassischen Motorfahrräder an Größe, Leistung und Preis zunahmen, wurde auch damit begonnen, kleine Motoren mit maximal 50 cm³ in fahrradähnliche Zweiräder organisch zu integrieren. In Deutschland begann die Entwicklung mit dem Rex-Moped und der Kreidler K 50, sie wurden seinerzeit als Kleinmotorfahrrad bezeichnet. Mit der neuen gesetzlichen Definition von Fahrrad mit Hilfsmotor und Kleinkraftrad im Jahr 1953, verschwand der Begriff Motorfahrrad in Deutschland.

## Österreich
Ein Motorfahrrad nach österreichischem Recht ist ein Kleinkraftrad im Sinne der Richtlinie 2002/24/EG (§ 2 Abs. 1 Z. 14 KFG). Für das Lenken eines Motorfahrrads ist in Österreich ein Mindestalter von 15 Jahren und eine Lenkberechtigung der Klasse AM Voraussetzung. Wer im Besitz einer Lenkberechtigung ist, unabhängig von der Klasse, benötigt keine Mopederlaubnis. Da es sich bei dem Fahrzeug rechtlich um ein Kraftrad handelt, ist eine Typen- oder Einzelgenehmigung, amtliche Anmeldung mit Kennzeichen und Haftpflichtversicherung zwingend erforderlich. Nach § 106 Abs. 7 Z. 1 KFG besteht Helmpflicht.

## Schweiz
Ein Motorfahrrad ist in der Schweiz ein rechtlicher Begriff und in Art. 175 VTS geregelt. Das Mindestalter zum Fahren eines Motorfahrrads beträgt nach Art. 6 VRV 14 Jahre. Zum Fahren benötigt man nach Art. 3 VRV einen Führerausweis für Motorfahrräder, den man nach bestandener Theorieprüfung und einem absolvierten Sehtest erhält. Dieser Ausweis ist für jene Personen nicht erforderlich, die im Besitz eines Führerausweises sind. Es gilt nach Art. 18 VTS eine bauartbedingte Höchstgeschwindigkeit des Fahrzeuges von 30 km/h. Zu den Motorfahrrädern gehören beispielsweise Mofas.